# Na żywo w Pstrągu
Na żywo w Pstrągu – płyta koncertowa zespołu Kury, zapis koncertu w zakopiańskim klubie Pstrąg 30 stycznia 1999 roku, w ramach trasy promującej album P.O.L.O.V.I.R.U.S.. Płyta została wydana jako digipack, nakład był limitowany i ograniczony do 1000 numerowanych egzemplarzy. Według Tymona Tymańskiego był to tylko oficjalny bootleg, a pierwszą koncertową płytą Kur ma być niewydany jeszcze album z trasy w 2005 roku o tytule Martwe gitary.
Na żywo w Pstrągu zawiera pięć utworów z albumu P.O.L.O.V.I.R.U.S., z czego trzy („Szatan”, „Jesienna deprecha”, „Nie mam jaj”) w rozbudowanych wersjach nawiązujących do improwizacji jazzowych i kompozycji King Crimson. Całość kończy cover utworu The Doors „When the Music’s Over”, wydłużony do ponadpółgodzinnej improwizacji.

## Spis utworów
źródło:.
1. „Jesienna deprecha” – 14:14
2. „Ideały Sierpnia” – 1:43
3. „Trygław” – 2:30
4. „Szatan” – 9:06
5. „Nie mam jaj” – 10:41
6. „When the Music’s Over” – 31:50

## Skład
Płytę nagrał zespół Kury w składzie:
- Ryszard Tymon Tymański – wokal, gitara basowa
- Piotr Pawlak – gitara
- Jacek Olter – perkusja